# Necydalis lateralis
Necydalis lateralis là một loài bọ cánh cứng trong họ Cerambycidae.